# La Jarrie
La Jarrie é uma comuna francesa na região administrativa da Nova Aquitânia, no departamento de Charente-Maritime. Estende-se por uma área de 9,45 km². Em 2010 a comuna tinha 3 375 habitantes (densidade: 357,1 hab./km²).